# Miroslav Berić
Miroslav „Mića” Berić (cyr. Мирослав „Мића” Берић, ur. 20 stycznia 1973 w Belgradzie) – serbski koszykarz, występujący na pozycji rzucającego obrońcy, reprezentant Jugosławii, wicemistrz olimpijski, mistrz świata i Europy.

## Osiągnięcia
Stan na 21 listopada 2022, na podstawie, o ile nie zaznaczono inaczej.

### Drużynowe
- Mistrz:
  - Jugosławii (1995–1997)
  - Litwy (2004)
  - Ukrainy (2006)
- Wicemistrz:
  - Hiszpanii (1998)
  - Jugosławii (1993, 1994, 2001)
- Zdobywca pucharu:
  - Hiszpanii (1999)
  - Jugosławii (1994, 1995)
  - Ukrainy (2006)
- Finalista:
  - Pucharu Jugosławii (1993, 1996, 1997, 2001)
  - superpucharu:
    - Jugosławii (1993)
    - Włoch (2001)
- Uczestnik międzynarodowych rozgrywek:
  - Klubowego Pucharu Europy/Euroligi (1995–1997, 1998/1999, 2001/2002 – TOP 16, 2003/2004 – TOP 16)
  - Suproligi (2000/2001 – TOP 16)
  - Pucharu Europy (1995/1996)
  - Pucharu Koracia (1997/1998)
  - Eurocup (2005/2006)

### Indywidualne
- Uczestnik meczu gwiazd ligi:
  - jugosłowiańskiej (1997)
  - hiszpańskiej (1998)
  - litewskiej (2004)
- Lider punktowy Suproligi (2001)

### Reprezentacja
Seniorów
- Mistrz:
  - świata (1998)[4]
  - Europy (1995, 1997)[5][6]
- Wicemistrz olimpijski (1996)[7][8][9]
- Uczestnik kwalifikacji do Eurobasketu (1995)